# Миколай Порохницький
Миколай Порохницький, або Миколай з Прухника гербу Корчак (пол. Mikołaj Próchnicki, пом. 21 червня 1479) — католицький релігійний діяч. латинський єпископ у Кам'янці на Поділлі.

## З життєпису
Найстарший із п'яти синів перемиського каштеляна Петра з Порохника. Мачуху Миколая звали Варшка.
У 1444 році записався до Краківської академії. 5 квітня 1456 як канонік перемиський брав участь у вирішенні суперечки щодо межі між містами Сколошовом та Замостям. У 1467 році став єпископом у Кам'янці. 5 червня 1469 отримав «провізію» Папи. Брав участь у коронації Владислава Ягелончика 22 серпня 1471 (Прага). Посаду в Кам'янці розцінював як щабель в кар'єрі. Після смерті єпископа Григорія з Сяніка отримав від короля «експектативу» на посаду латинського архієпископа у Львові.
Багато уваги приділяв власним майновим справам. Спадковим маєтком розпоряджався спільно з братом Олехном (Олександром). Для братанків Івана та Петра купив у Бибельських маєтки в селах Коцежин та Угерці поблизу Никловичів. 1469 року разом з родичами збільшив фундуш для плебана в родовому Прухнику.
Помер від хвороб (болі у шлунку, сильна гарячка) в одному з маєтків біля Пйотркува, не склавши заповіту. Тіло поховали у монастирі премонстратенсів у селі Вітув поблизу Пйотркува. Спадкоємцями стали зведений брат Рафаїл та братанки, які порівну поділили спадок.